# 雅潭路
雅潭路、潭子街為臺灣臺中市重要道路之一，路名由來是因為其為連結開路時的大雅鄉和潭子鄉，大致呈東西向，起點中清路，東接潭子區中山路二段。

## 行經行政區域
- 潭子區
- 大雅區

## 分段
（由西至東）

| 雅潭路 - 四段：大雅區中清路三段－五叉路 - 三段：五叉路－大富路一段 - 二段：大富路一段－南門街 - 一段：南門街－中山路二段 | 潭子街 - 三段：中山路二段－潭陽路 - 二段：潭陽路－潭興路 - 一段：潭興路－中山路二段 |

## 本道路客運
| 編號  | 業者              | 路線                           | 行駛區間                         | 備註                                                |
| ----- | ----------------- | ------------------------------ | -------------------------------- | --------------------------------------------------- |
| 14副  | 台中客運          | 干城站－神岡區公所             | 中清東路－大雅區昌平路三段       | 部分班次延駛大圳厚生路口                            |
| 58    | 全航客運          | 大慶活動中心－潭子勝利運動公園 | 崇德路四段－潭子區中山路二段     | 直行崇德路 不行經大豐路、大富路                     |
| 58副  | 全航客運          | 大慶活動中心－潭子勝利運動公園 | 大豐路一段－潭子區中山路二段     | 經大豐路、大富路                                    |
| 58區2 | 全航客運          | 明德高中－潭子勝利運動公園     | 崇德路四段→潭子區中山路二段      | 單向行駛，往潭子勝利運動公園方向 例假日及寒暑假停駛 |
| 61    | 統聯客運          | 太平－臺中車站－大雅           | 雅環路一段－西寶里站牌           | 實際起、終點為新光里（新福路、西寶里                |
| 63    | 統聯客運 豐原客運 | 豐原－臺中榮總                 | 中清路三段－大豐路二段           | 實際起點為豐原東站 不經社口                         |
| 65    | 全航客運          | 南區公所－潭雅神綠園道         | 大豐路二段－潭子區中山路二段     | 部分班次繞駛四張犁或延駛大富路98巷口                |
| 123   | 中鹿客運          | 慈濟醫院－梧棲觀光漁港         | 潭子區中山路二段－大雅區中清東路 | -                                                   |

## 沿線設施
（由西到東）

| 雅潭路四段 中清路 - 臺中市立大雅國小 雅環路一段 - 大雅國際花市 - 臺電大雅服務所 - 惠明盲校 - 中油馬岡加油站 - 清泉醫院 - 臺中市警察局大雅分局馬岡派出所 昌平路 | 雅潭路三段 - 員寶庄福德祠 - 國道一號（中山高速公路） - 台中市立東寶國小 大富路一段、二段 雅潭路二段 崇德路四段、五段 大豐路一段、二段 - 北基加油站雅潭站 南門街 | 雅潭路一段 - 臺中市立潭秀國中 - 台中加工出口區 中山路二段 潭子街三段 - 臺中市警察局大雅分局潭北派出所 潭陽路 潭子街二段 - 潭子車站 潭興路 潭子街一段 中山路二段 |